# Provino Valle
Provino Valle (Udine, 10 marzo 1887 – Udine, 12 agosto 1955) è stato un architetto italiano.

## Biografia
Padre dell'architetto Gino Valle e dell’archietto Elena Valle (Lella Vignelli moglie e socia del designer Massimo Vignelli). Tra le opere progettate si ricordano a Udine il tempio ossario dei Caduti d'Italia, villa Leoncini,  palazzo Leskovic,  palazzo Degani Laiolo,  palazzo Del Torso, il cinema Eden inaugurato nel 1922 la prima grande sala della città con 750 posti, a Tarcento il ponte sul Torre di Bulfons, la chiesa di San Giuseppe e San Luigi a Qualso di Reana del Rojale, nonché lo Stadio Moretti inaugurato nel 1924 e dismesso nel 1998.